# 在海一方公园

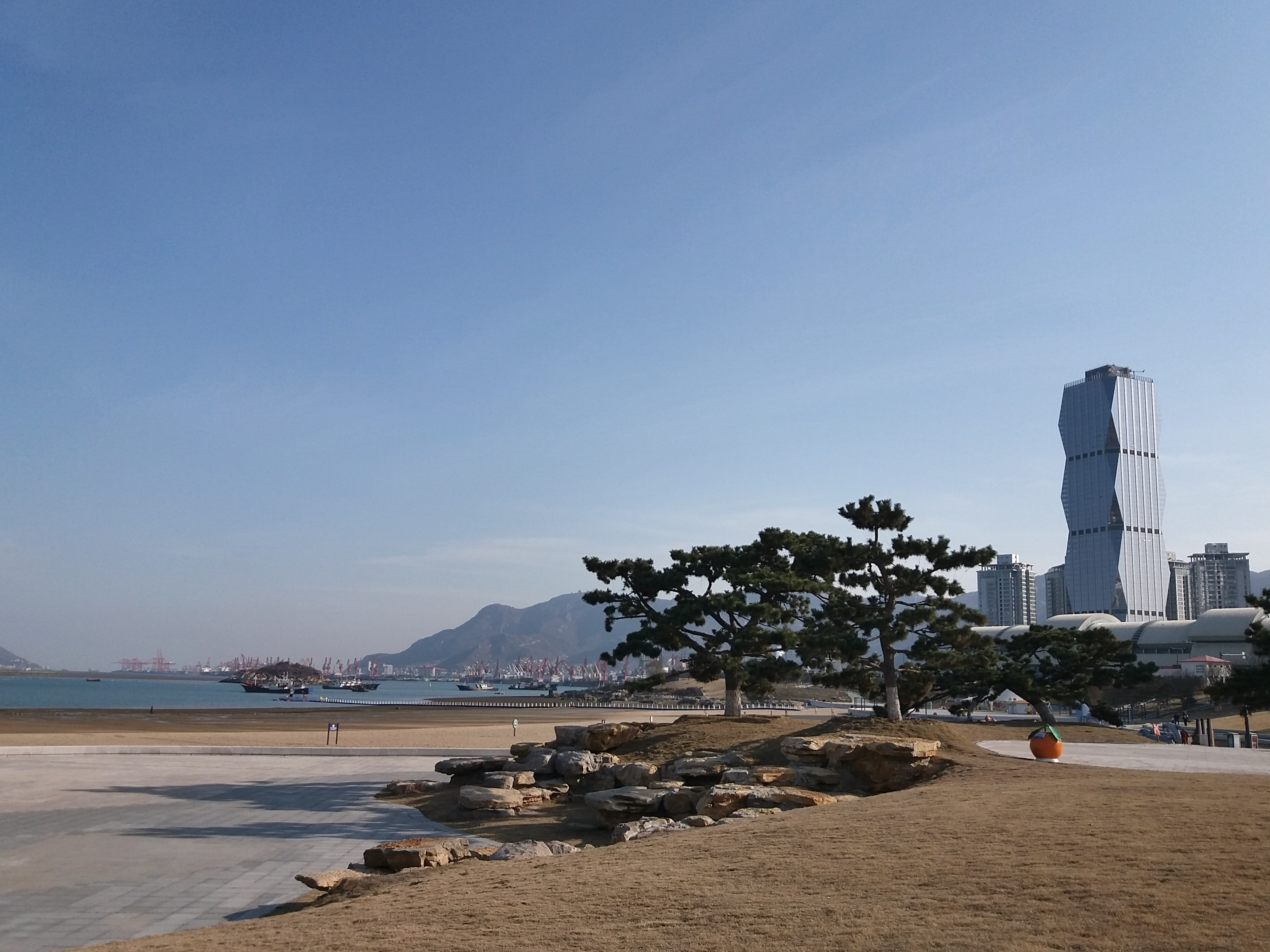
在海一方公园一览

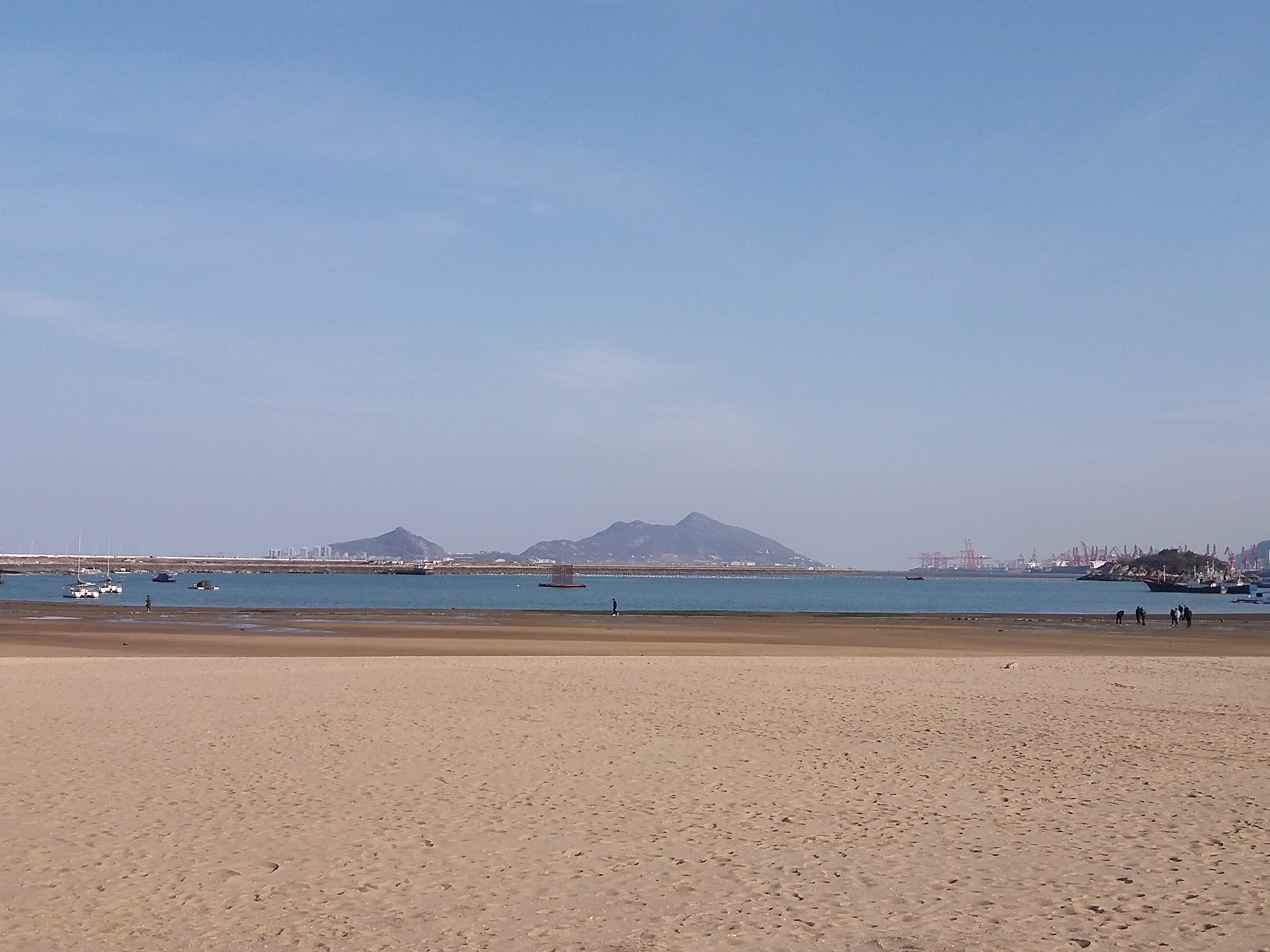
在海一方公园一览

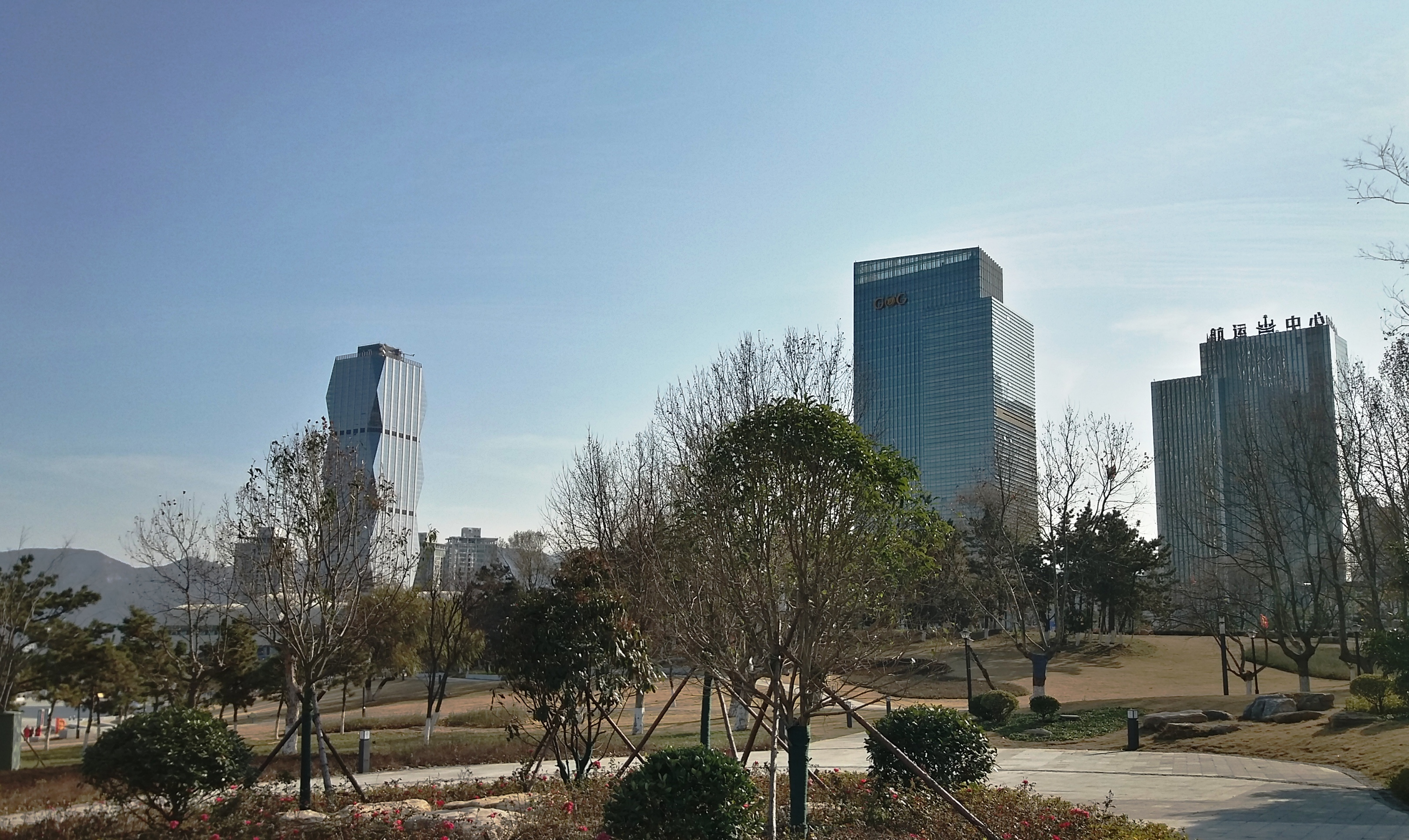
在海一方大楼群

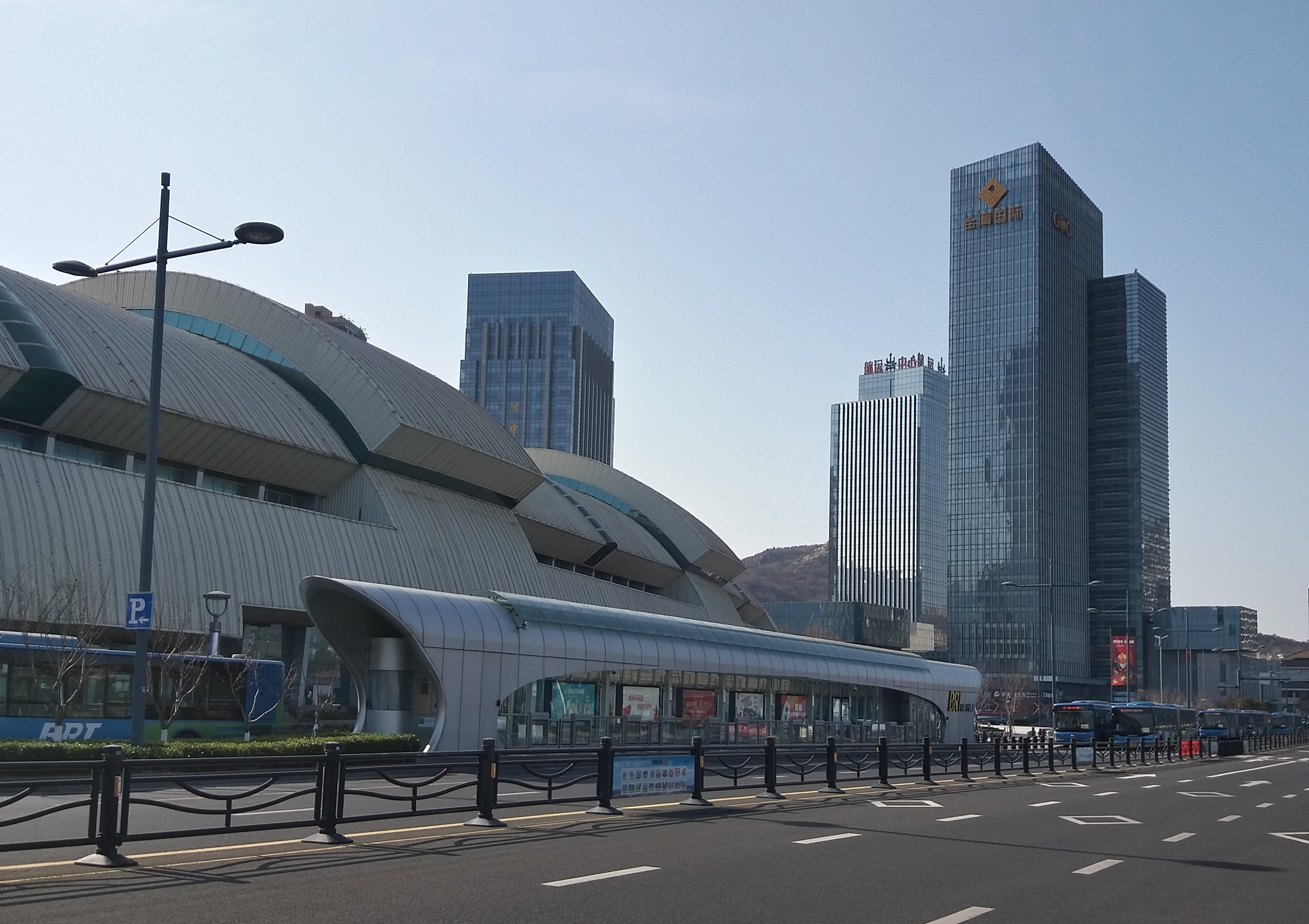
在海一方BRT站

在海一方公园是一座位于江苏省连云港市的海滨公园，是连云港市的标志性旅游景点之一。在海一方公园占地面积25.269公顷。其北面是连云港西大堤，南面是海滨大道，西为海棠路。